# Iredalula groschi
Iredalula groschi là một loài ốc biển, là động vật thân mềm chân bụng sống ở biển thuộc họ Buccinulidae.